# Pseudapis patellata
Pseudapis patellata är en biart som först beskrevs av Paolo Magretti 1884.
Pseudapis patellata ingår i släktet Pseudapis och familjen vägbin. Inga underarter finns listade i Catalogue of Life.